# Bray-en-Val
Bray-en-Val ist eine Ortschaft und eine Commune déléguée in der französischen Gemeinde Bray-Saint-Aignan mit 1448 Einwohnern (Stand: 1. Januar 2019) im Département Loiret in der Region Centre-Val de Loire. Die Einwohner werden Abraysiens und Abraysiennes genannt.
Zum 1. Januar 2017 wurde die Gemeinde mit der Nachbarkommune Saint-Aignan-des-Gués zur neuen Commune nouvelle Bray-Saint-Aignan fusioniert. Die Gemeinde Bray-en-Val gehörte zum Arrondissement Orléans und war Teil des Kantons Sully-sur-Loire.

## Geographie
Bray-en-Val liegt etwa 35 Kilometer ostsüdöstlich von Orléans. Im Osten liegt der Wald von Orléans.
Durch den Ort führt die frühere Route nationale 152 (heutige D952).

## Bevölkerungsentwicklung
| 1962                       | 1968 | 1975 | 1982 | 1990 | 1999 | 2006 | 2014 |
| -------------------------- | ---- | ---- | ---- | ---- | ---- | ---- | ---- |
| 668                        | 702  | 744  | 837  | 902  | 1043 | 1251 | 1414 |
| Quellen: Cassini und INSEE |      |      |      |      |      |      |      |

## Sehenswürdigkeiten

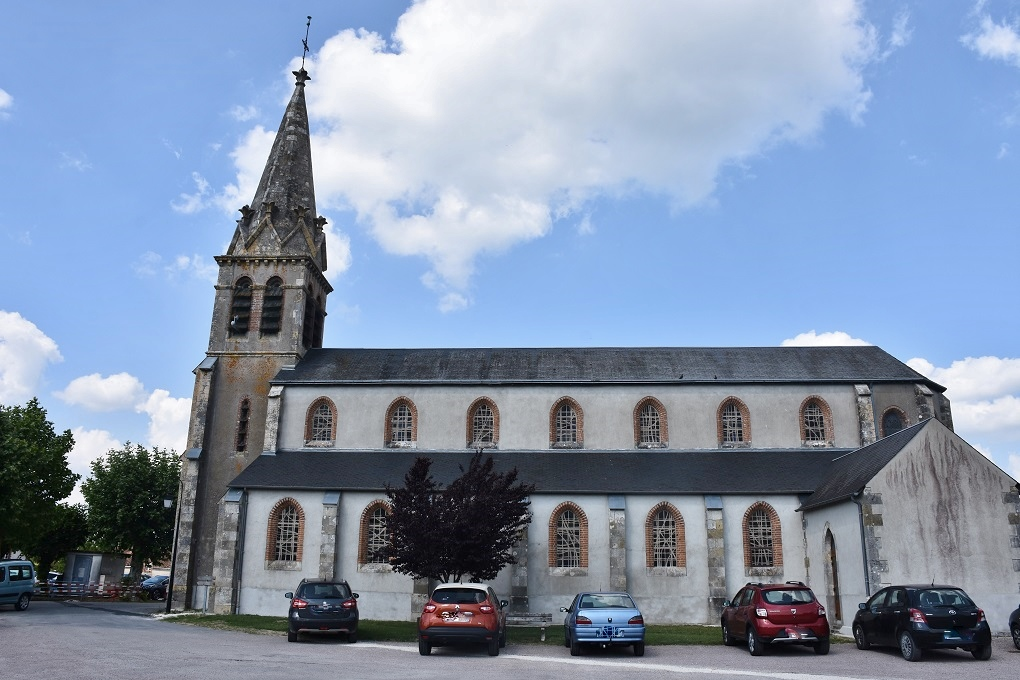
Kirche St. Jakobus der Ältere

- Kirche St. Jakobus der Ältere